# Marianna Althann
Marianna Althann, född Pignatelli 1689, död 1755, var en österrikisk grevinna, känd som mätress till Karl VI (tysk-romersk kejsare). Hon hade sedan ett förhållande med musikern Pietro Metastasio, som hon introducerade för kejsaren. 